# Sensor de proximidade

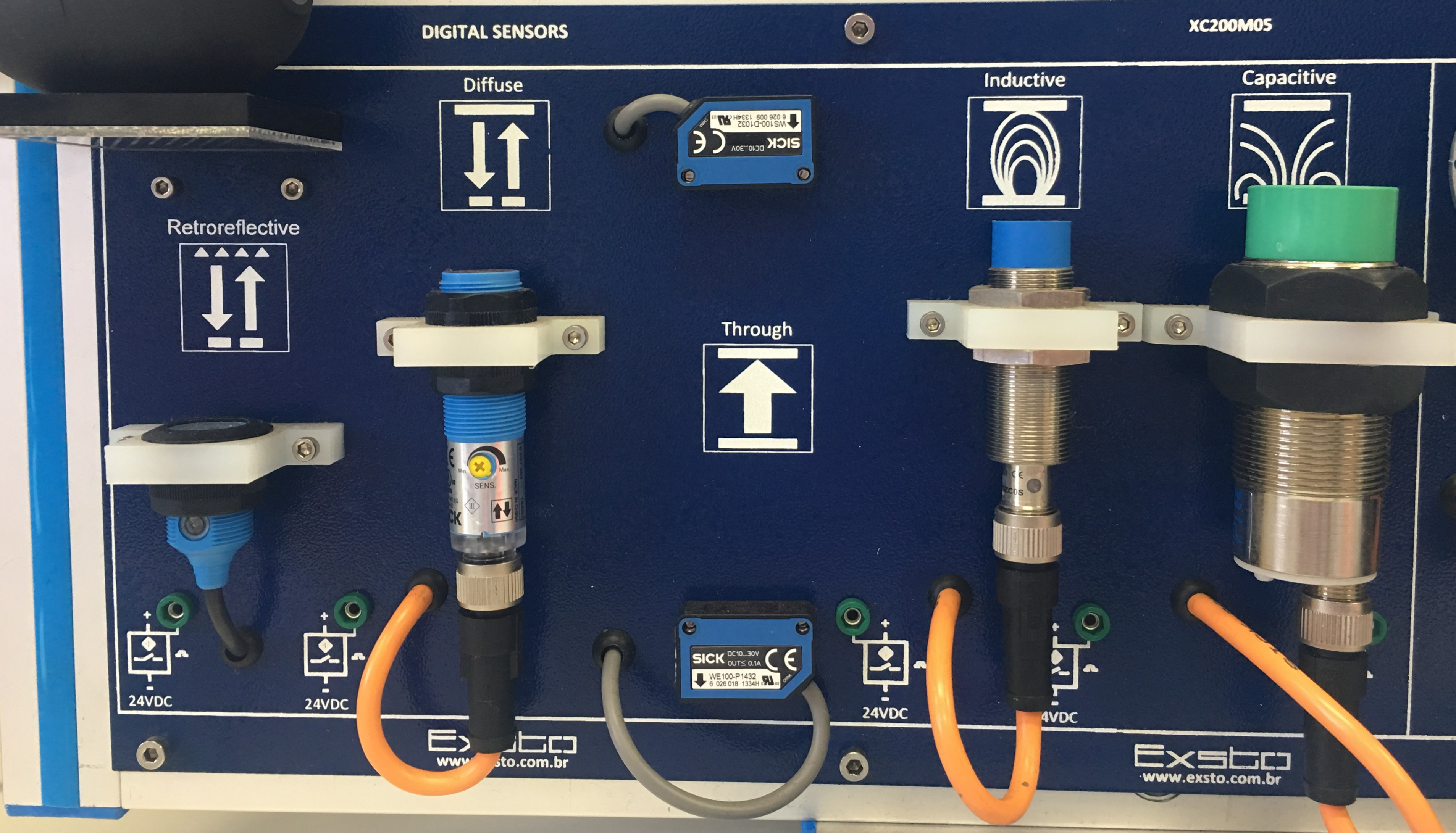
Tipos de sensores de proximidade

Os sensores de proximidade ou presença são dispositivos usados para detectar, sem qualquer tipo de contato físico, a presença ou ausência de objetos.
Emitindo, constantemente, um campo ou um feixe de radiação eletromagnética, o sensor de proximidade detecta mudanças no campo e emite um sinal de retorno. 
Os sensores de proximidade podem ter alta confiabilidade e longa vida útil devido à ausência de peças mecânicas e à falta de contato físico entre o sensor e o objeto detectado.

## Tipos de sensores de proximidade
Há inúmeros tipos de sensores de presença que usam diferentes princípios de funcionamento para detectar a proximidade de um objeto. Entre eles os principais são: 

### Sensores Fotoelétricos

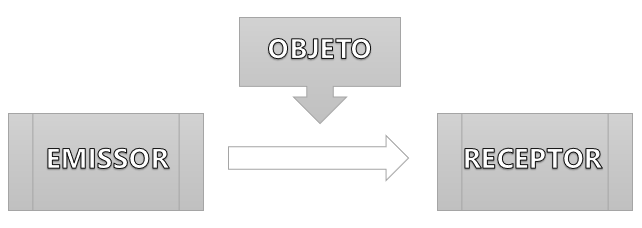
Esquema do princípio de funcionamento do sensor fotoelétrico

Os sensores fotoelétricos são aqueles que detectam a aproximação de qualquer tipo de objeto não transparente. Geralmente são compostos por dois corpos distintos, sendo um emissor de luz e outro receptor. Assim, quando um objeto se coloca entre os dois e interrompe a propagação da luz entre eles, um sinal de saída é enviado ao circuito elétrico de comando, reconhecendo assim o objeto. Ainda é valido ressaltar que, dependendo da luminosidade do ambiente, a distância de detecção varia.

### Sensores Ópticos Retrorreflexivos

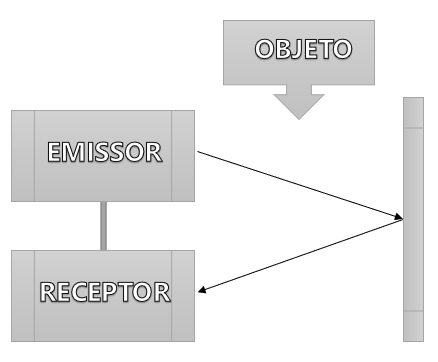
Esquema do princípio de funcionamento dos sensores reflexivos

Um dos sensores que oferece o nível mais elevado de confiabilidade é o retrorreflexivo. Neste sensor, o emissor e o receptor de luz são montados num único corpo. A luz transmitida pelo emissor deve refletir no material retrorrefletor a ser detectado e retornar no receptor o qual emitirá o sinal elétrico de saída. 

### Sensores Capacitivos
Os sensores de proximidade capacitivos são dispositivos capazes de identificar a presença de objetos como papel, madeira, plástico, vidro e até líquidos e materiais que interferem na capacitância do sensor.
Diferentemente dos demais sensores, seu princípio de funcionamento é baseado na mudança da capacitância do sistema que ocorre quando existe variação na distância entre o objeto e a placa, fazendo o oscilador emitir um sinal para o mecanismo. 

### Sensores Indutivos
Sensores de proximidade desse tipo usam campos magnéticos para detectarem a presença de objetos. Quando um objeto perturba esse campo, ocorre a mudança da corrente e o circuito é aberto ou fechado, dependendo de como foi ajustado. 

## Histerese
Para sensores de proximidade, a histerese é uma característica desejável, que auxilia no bom funcionamento do mesmo. Ela nada mais é do que a representação do atraso na resposta do sistema quando existe uma alteração no valor do sinal de entrada. Isto é, a distancia linear entre os pontos de ativação e desativação de um sensor de proximidade. 
Onde para um objeto que percorre um movimento de aproximação ou afastamento do sensor, a histerese irá evitar comutação /descomutação na saída do sensor quando este estiver sujeito a colisões e vibrações ou quando o objeto estiver posicionado exatamente no ponto de alcance nominal do sensor. A amplitude de vibração deve ser menor que a faixa de histerese para evitar oscilação.

## Aplicações
Dentro das diversas aplicações dos sensores de presença, pode-se citar:
- Nas industrias para verificar a presença de peças em uma linha de montagem, para medir o tamanho e verificar o estado destas peças;
- Podem ser aplicados no monitoramento de válvulas lineares ou cilindros pneumáticos;
- Detecção do nível de líquidos e sólidos;
- Detecção de partes e peças metálicas não só de ferro ou aço, como também alumínio, latão e aço inox;
- Contagem de peças, verificação de posicionamento de uma peça para liberação de uma próxima fase do processo;
- Sensor de ré em automóveis, podendo detectar a presença de pessoas ou obstáculos para a prevenção de acidentes;
- Portas automáticas; 
- Sistemas de segurança;
- Smartphones;
- Elevadores, etc..